# Ervand Kogbetliantz
Ervand George Kogbetliantz (em armênio/arménio:  Երվանդ Գևորգի Կոգբետլյանց; Rostov do Don, 22 de fevereiro de 1888 – Paris, 1974) foi um matemático armeniano-estadunidense, primeiro presidente da Universidade Estatal de Erevan.

## Publicações
- Recherches sur la summabilité des séries ultrasphériques par la méthode des moyennes arithmétiques, J. Math. Pures Appl. 9, 107–187, 1924.
- Fundamentals of mathematics from an advanced viewpoint, 4 volumes, Gordon and Breach Science Publishers, 1968.
- (com Alice Krikorian) Handbook of first complex prime numbers, Gordon and Breach Science Publishers, 1971.